# O Porão das Condenadas
O Porão das Condenadas é um filme brasileiro de 1979, sendo dirigido e estrelado por Francisco Cavalcanti. É um longa-metragem do gênero policial, produzido pelo polo cinematográfico da Boca do Lixo. Foi filmado no município de Avaré (SP), tendo uma ambientação rural. Teve mais de meio milhão de espectadores em sua exibição original.

## Sinopse
Marta deixa a casa dos pais para consumar um amor proibido e se casar com seu amante, um pequeno agricultor que é rejeitado pelos pais da moça. Determinados a trazer Marta de volta para casa, seus seis vingativos e perigosos irmãos saem no seu encalço, não parando de caçá-la até encontrarem a moça, cinco anos depois.
Marta não consegue proteger sua família e acreditando que até seu filho é morto na emboscada preparada por seus irmãos, não resiste à captura. Porém, Júlio, o filho, não morreu e jura vingança.

## Produção
O longa foi feito em parceria com a prefeitura de Avaré, local ideal para um filme de ambiente rural. Parcerias com prefeituras do interior eram comuns nas produções da Boca do Lixo, que garantiam hospedagem e alimentação das equipes, reduzindo os custos de produção. O jornal Diário da Noite destaca que o filme é pioneiro no gênero policial rural.
O Porão das Condenadas se destaca também pelo lado musical, com aparições de artistas ao longo da história. José Lopes interpreta as músicas Nem tudo é como a gente quer e Canção para um homem só. Orival Senna, irmão de Chico, interpreta Minha Boneca. Já a dupla sertaneja Abel & Caim aparece no filme interpretando O Sentinela.

## Estreia
Estreou no dia 29 de outubro de 1979, no Cine Windsor, em São Paulo. No Rio de Janeiro, o filme chegou em 1980.

## Recepção
O jornal O Estado de S. Paulo qualificou o longa como "mais um 'pornô' nacional" e que a história é parecida com Mulheres Violentadas, outro longa de Francisco Cavalcanti. Para o jornal, a equipe realizadora "não tinha escrúpulos em partir do mais desbragado dramalhão".
Já o Jornal de Caxias, de Caxias do Sul, disse que o filme é "mais um pornodrama paulista ao pior estilo de Reformatório de Depravadas [filme de 1978 dirigido por Ody Fraga] e asneiras semelhantes". Por sua vez, o jornal gaúcho O Pioneiro anunciou o longa como uma "pornochanchada produzida por Francisco Cavalcanti com uma equipe de atores da boca-do-lixo de São Paulo sem nenhuma expressão no cenário artístico nacional".
Segundo dados oficiais da Ancine, o filme recebeu 544.463 espectadores. Fabrício Cavalcanti, filho do diretor, afirma que o longa teve maior repercussão, com um grande faturamento em bilheteria - segundo ele, foi o maior dos filmes de Francisco Cavalcanti - e em direitos autorais por causa das músicas. Autor da trilha sonora, Orival Senna conseguiu comprar uma casa em Itaquera só com o dinheiro arrecadado.

## Elenco[5]
- Lirio Bertelli
- Francisco Cavalcanti
- Joana de Oliveira
- Sônia Garcia
- João de Angelo
- Maximino Garducci
- Jean Garrett
- Henrique Guedes
- Ruy Leal
- Noêmia Lemes
- Marli Machado
- João Paulo Ramalho
- Iolanda Silva
- Madalena Silva
- Roney Wanderley